# Joughin-Gletscher
Der Joughin-Gletscher ist ein Gletscher an der Lassiter-Küste des Palmerlands im Süden der Antarktischen Halbinsel. Östlich der Watson Peaks fließt er in südwestlicher Richtung zum Wright Inlet.
Das Advisory Committee on Antarctic Names benannte ihn 2008 nach dem US-amerikanischen Elektroingenieur Ian Joughin, einem Pionier in der Anwendung des Verfahrens der Interferometrie beim Synthetic Aperture Radar zur Bestimmung der Gletscherdynamik und -topografie in Antarktika und Grönland seit den frühen 1990er Jahren.